# Глінкіна Лідія Андріївна
Лідія Андріївна Глінкіна (1 липня 1930, сл. Красна, Центрально-Чорноземна область — 14 вересня 2019) — російський педагог-русист, доктор філологічних наук, професорка кафедри російської мови та методики навчання російській мові Південно-Уральського державного гуманітарно-педагогічного університету; заслужена працівниця вищої школи РФ (1998), відмінник народної освіти (1998), лауреатка премії імені В. П. Бірюкова (1999), почесний доктор Челябінського державного педагогічного університету (2000). Учениця професора Віктора Гусєва.

## Біографія
У 1953 році Лідія Глінкіна закінчила Челябінський державний педагогічний інститут (ЧДПІ) і вступила до аспірантури Інституту мовознавства Академії наук СРСР.
Після закінченні аспірантури була запрошена до Інституту російської мови Академії Наук СРСР для роботи в секторі «Словник російської мови XI—XIV ст.».
У 1957 році була переведена до ЧДПІ (майбутній ЧДПУ) старшим викладачем.
У 1962 році захистила кандидатську дисертацію в Московському державному педагогічному інституті імені В. І. Леніна на тему «Бессоюзное сложное предложение в XVI—XVII вв.».
У 1987—1999 роках вона працювала завідувачем кафедрою російської мови Челябінського педагогічного університету. В той же період стала професором (1992), захистила докторську дисертацію на тему «Граматична варіантність в історії російської мови» (1998).
Лідія Глінкіна — член ради з захисту кандидатських дисертацій з російської мови в ЧелДУ. Керує аспірантурою з історії російської мови в ЧДПУ.
Сфера наукових інтересів — історія російської мови, проблеми варіювання і становлення норм російської мови, історичне лінгвокраєзнавство на Південному Уралі, прикладні аспекти мовознавства.
Методичні розробки присвячені вдосконаленню навчального процесу у виші та школі, розробці творчого інтегрованого курсу історії російської мови, історичного коментаря з російської мови для шкіл і вишів (спільно з А. П. Чередниченко), лингвокраєзнавству і навчального процесу, ведення архівно-діалектологічної практики.
Лідія Глінкіна — автор 130 наукових публікацій з проблем культури мови і еволюції мовного етикету в журналі «Російська мова», «Російська мова за кордоном», «Народна освіта». Працює також лектором товариства «Знання», вела рубрику «Живе російське слово» в газеті «Челябінський робітник» (1979—1991), передачу російською мовою на Челябінському обласному радіо (1997—1999).

## Нагороди
- Нагороджена орденом «Знак Пошани» (1998).
- Нагороджена медаллю ордена «За заслуги перед Вітчизною» II ступеня (2006)[4].

## Визнання
У 2000 році міжнародною радою Американського біографічного інституту (ABI) Лідія Глінкіна була номінована як «Жінка 2000 року» в числі 100 ділових і професійних жінок світу, які досягли великих успіхів у своїй діяльності; внесено в міжнародний довідник «Who is Who».

## Основні роботи
- Вторые косвенные падежи // Сравнительно-исторический синтаксис восточно-славянских языков. М., 1968.
- Подлежащее // Историческая грамматика русского языка: Синтаксис простого предложения. М., 1978.
- Иллюстрированный словарь забытых и трудных слов из произведений русской литературы XVIII—XIX вв / Сост. Л. А. Глинкина. — Оренбург: Оренбургское кн. изд-во, 1998. — 280 с. — 10 000 экз. — ISBN 5-88788-009-0.
- Лингвистическое краеведение на Южном Урале: Ч. 1, 2, 3, 4 / Под общ. ред. Л. А. Глинкиной. — Челябинск: ЧГПУ, 2000—2001.
- Глинкина Л. А. Словарь-справочник: Этимологические тайны русской орфографии. — Оренбург: Оренбургское кн. изд-во, 2002. — 400 с. — 5000 экз. — ISBN 5-88788-081-3.
- Глинкина Л. А., Чередниченко А. П. Историко-лингвистический комментарий фактов современного русского языка: Сборник таблиц, упражнений, материалов: Для студентов, аспирантов, преподавателей-филологов. — М.: Флинта: Наука, 2005. — 208 с. — 1000 экз. — ISBN 5-89349-575-6. ISBN 5-02-032588-0
- Глинкина Л. А. Этимологические тайны русской орфографии: Словарь-справочник. — Изд. 2-е, испр. и доп. — М.: АСТ: Астрель: Хранитель, 2007. — 384 с. — ISBN 5-17-031722-6. ISBN 5-271-13916-6, ISBN 5-9578-2398-8
- Глинкина Л. А. Иллюстрированный толковый словарь забытых и трудных слов русского языка. — М.: Мир энциклопедий: Аванта+, 2008. — 432 с. — 3000 экз. — ISBN 978-5-98986-208-5.
- Глинкина Л. А. Современный этимологический словарь русского языка: Объяснение трудных орфограмм: (Около 6000 трудных для написания слов). — М.: АСТ: Астрель: Хранитель, 2009. — 384 с. — (Современный словарь). — 5000 экз. — ISBN 978-5-17-060532-3. — ISBN 978-5-271-24341-7, ISBN 978-5-226-01258-7
- Алабугина Ю. В., Шагалова Е. Н., Глинкина Л. А. Новый толковый словарь русского языка для всех, кто хочет быть грамотным. — М.: АСТ, 2014. — 640 с. — 3000 экз. — ISBN 978-5-17-079453-9.
- Грамматическая вариантность как объект исторической русистики [Архівовано 26 березня 2019 у Wayback Machine.] // Вестник Иркутского Государственного Лингвистического Университета. — 2012. — № 2 (18). — С. 76-79.